# Myrcia grandis
Myrcia grandis är en myrtenväxtart som beskrevs av Mcvaugh. Myrcia grandis ingår i släktet Myrcia och familjen myrtenväxter. Inga underarter finns listade i Catalogue of Life.